# James Mooney
James Mooney (Richmond, Indiana, 10 de febrero de 1861-Washington D. C., 22 de diciembre de 1921) fue un antropólogo y etnógrafo estadounidense que vivió varios años entre los cheroqui y publicó diversos estudios sobre los indígenas estadounidenses.

## Biografía
En 1885 contactó con el Departamento Americano de Etnología en Washington D. C. Recopiló una lista tribal de 3000 obras. Su trabajo más notable fue su estudio etnográfico de la Danza de los espíritus o Ghost Dance, un movimiento religioso extendido entre varias poblaciones indígenas de los Estados Unidos, cuyo culto finalizó en 1890 tras un sangriento enfrentamiento con el ejército en Wounded Knee, Dakota del Sur. 
El obituario de Money está disponible en JSTOR (sistema online de revistas académicas), en American Anthropologist 24, n.º 2 (New Series), pp. 209-214.

## Obras
- Linguistic families of Indian tribes north of Mexico, with provisional list of principal tribal names and synonyms (1885)
- The Sacred Formulas of the Cherokees (1885)
- The Ghost-dance Religion and the Sioux Outbreak of 1890 (1892)
- Siouan Tribes of the East (1894)
- Calendar history of the Kiowa Indians (1895)
- Myths of the Cherokee (1897)
- Indian missions north of Mexico (1907)